# Eleccions presidencials de Corea del Sud de 2017
El 9 de maig de 2017 es van celebrar eleccions presidencials anticipades a Corea del Sud després de la destitució de Park Geun-hye. Les eleccions es van celebrar a una sola volta, per escrutini majoritari uninominal, i estaven previstes inicialment per al 20 de desembre de 2017. No obstant això, es van avançar després de la decisió del Tribunal Constitucional el 10 de març de 2017 de confirmar la destitució de Park per l'Assemblea Nacional. Seguint els procediments establerts en la constitució de Corea del Sud, el primer ministre Hwang Kyo-ahn va succeir a Park com a president en funcions. Després de la destitució de Park per la sentència del Tribunal Constitucional, el president en funcions Hwang va anunciar que no es presentaria a un mandat per dret propi.
Els sondejos d'opinió previs a abril situaven sistemàticament com a favorit al candidat del Partit Demòcrata, Moon Jae-in, segon en les eleccions de 2012. El segon lloc en els sondejos d'opinió l'ocupava inicialment l'exsecretari general de l'ONU Ban Ki-moon, que va declinar presentar-se al febrer, seguit d'Ahn Hee-jung, encara que va perdre les primàries demòcrates enfront de Moon. A continuació va sorgir el suport al fundador del Partit Popular, Ahn Cheol-soo, que va amenaçar l'avantatge de Moon en les enquestes durant els primers dies d'abril, abans de descendir fins a igualar aproximadament la del candidat del Partit de la Llibertat de Corea, Hong Jun-pyo, en els sondejos finals.
Moon va guanyar les eleccions amb el 41% dels vots, derrotant al seu oponent més pròxim, Hong, per un marge de gairebé 2 a 1. Segons la constitució de Corea del Sud, si un president mor, dimiteix o és destituït per judici polític, han de celebrar-se noves eleccions en un termini de seixanta dies. Per això, a diferència d'eleccions presidencials anteriors, el president electe Moon va prendre possessió del seu càrrec immediatament després de la confirmació del resultat per la Comissió Electoral Nacional, amb la presa de possessió en l'Assemblea Nacional aquest mateix dia.